# جيان ألبرتوني
جيان ألبرتوني (بالبرتغالية: Gianne Albertoni‏) (من مواليد 5 يوليو 1981) عارضة أزياء وممثلة برازيلية. عرفت بظهورها في عدة أعمال سينمائية منها تجسيد دور إلكه مرافيليه في فيلم تشاكرينها: المحارب القديم عام 2018.

## مسيرتها
ولدت البرتوني في ساو باولو بالبرازيل. تم اكتشافها عام 1993 عندما كان عمرها 13 عامًا من قِبل فنان ومصور الوسائط المتعددة البرازيلي، سيرجيو فالي دوارتي. بعد أربعة أشهر في ميلانو، مشيت إلى مدرج مصممين مثل فيرساتشي، أرماني، برادا، فيوروتشي.

## الروابط الخارجية
- جيان ألبرتوني على موقع IMDb (الإنجليزية)
- جيان ألبرتوني على موقع ألو سيني (الفرنسية)
- جيان ألبرتوني على موقع قاعدة بيانات الفيلم (الإنجليزية)
- جيان ألبرتوني على موقع كينوبويسك (الروسية)
- جيان ألبرتوني على موقع دليل عارضات الأزياء (الإنجليزية)

- جيان ألبرتوني على إنستغرام
- albertonigianne على تويتر.